# جون ميتشيل (لاعب هوكي الجليد)
جون ميتشيل (بالإنجليزية: John Mitchell)‏ (ولد عام 1985  م في واترلو) هو لاعب هوكي جليد كندي ، مركز لعبه هو الوسط .
.

## روابط خارجية
- جون ميتشيل على موقع دوري الهوكي الوطني (الإنجليزية)
- جون ميتشيل على موقع EliteProspects.com (الإنجليزية)
- جون ميتشيل على موقع HockeyDB.com (الإنجليزية)
- جون ميتشيل على موقع Hockey-Reference.com (الإنجليزية)